# Vuk Jeremić
Vuk Jeremić (kyrilliska Вук Јеремић), född 3 juli 1975 i Belgrad, Jugoslavien (Serbien) är en serbisk politiker, medlem i Serbiens demokratiska parti. Han var Serbiens utrikesminister mellan 15 mars 2007 och 27 juli 2012. Åren 2012 till 2013 var han ordförande för FN:s generalförsamling.
Jeremić har studerat i London och avlagt examen (fil.kand.) i teoretisk fysik i Cambridge. Han har även en examen i internationell utveckling från Harvard.